# Colonnes de César
Les colonnes de César sont quatre bornes milliaires romaines situées à Beaucaire (Gard), en France. 
Elles ont été trouvées en bordure de la Via Domitia sur un axe entre Beaucaire et la Jonquières-Saint-Vincent (où certains spécialistes les localisent par erreur), au lieu-dit Peyrous Plantadous ou Peires Plantades, au Clos des Mélettes. 

## Localisation
Accessibles uniquement à pied ou en deux roues, les bornes sont situées à 450 m. à l'est du carrefour entre le chemin de Bieudon, du chemin de l'Enclos d'Armin et du chemin d'exploitation du Plateau, sur un chemin en cul-de-sac prolongeant celui de Bieudon connu comme la  Via Domitia (selon la carte IGN), et nommé aussi chemin Exploitation Enclos d'Argent (selon Google Maps).
Ces quatre bornes milliaires sont toujours in situ, en bordure nord de ce que l'on nommait alors le chemin rural (C.R.) 56, avant le développement aux alentours de la cimenterie. Celle-ci ayant à terme sectionné la voie menant à Beaucaire, à 4 km plus à l'est. 

## Historique
Ce sont des milliaires du XIIIe mille depuis Nîmes, se rapportant à des campagnes de réfection de la voie sous les empereurs Auguste (CIL XVII-02, 210), Tibère (CIL XVII-02, 211) et Claude ou plutôt Antonin pour les deux anépigraphes (CIL XVII-02, 212 et 213). Jacques Gascou note que le milliaire de Tibère est le seul connu, de cet empereur, à donner une indication de distance.
Elles ont été dégagées et redressées par le service des monuments historiques en novembre 1962, à l'occasion du premier classement soutenu par l'alors jeune Société d'histoire et d'archéologie de Beaucaire.

## Protection
Trois des bornes sont classées au titre des monuments historiques en 1963. Une base anépigraphe supplémentaire est classée deux ans après, le 12 janvier 1965. Ultérieurement, le 21 décembre 1984 puis le 5 février 1987, le tronçon de la voie romaine nommée Via Domitia, mitoyen des bornes (mais également sur les communes de Redessan et Jonquières-Saint-Vincent, dans le Gard, et Castelnau-le-Lez, dans l'Hérault) est inscrit au titre des monuments historiques.

## Galerie photographique

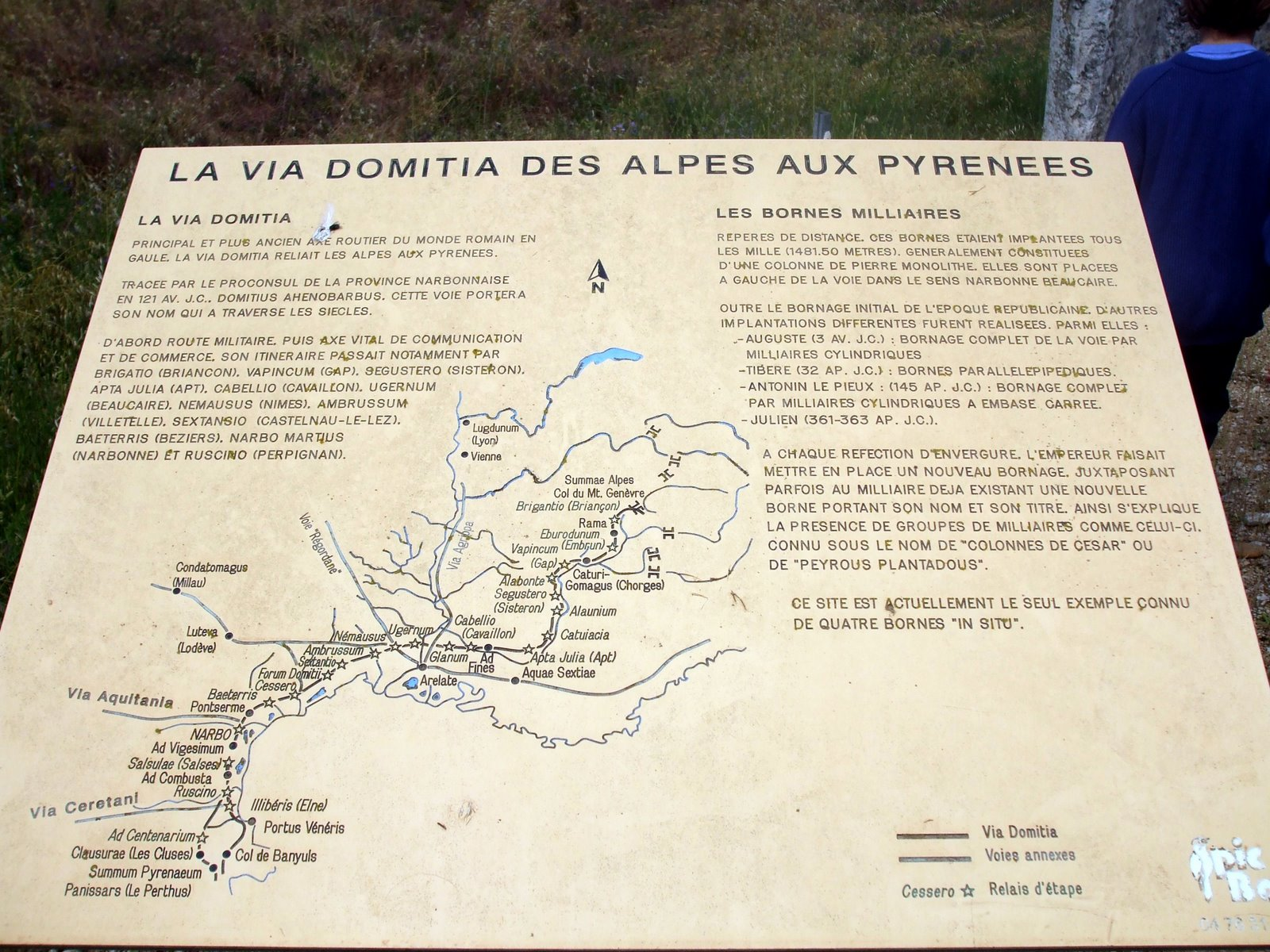